# 66. Kongress der Vereinigten Staaten
Der 66. Kongress der Vereinigten Staaten, bestehend aus dem Repräsentantenhaus und dem Senat, war die Legislative der Vereinigten Staaten. Seine Legislaturperiode dauerte vom 4. März 1919 bis zum 4. März 1921. Alle Abgeordneten des Repräsentantenhauses sowie ein Drittel der Senatoren (Klasse II) waren im November 1918 bzw. im September im Bundesstaat Maine bei den Kongresswahlen gewählt worden. Dabei ergab sich in beiden Kammern eine Mehrheit für die Republikanische Partei. Der Demokratischen Partei blieb nur die Rolle in der Opposition. Allerdings stellten die Demokraten mit Woodrow Wilson den US-Präsidenten. Während der Legislaturperiode gab es einige Rücktritte und Todesfälle, die aber an den Mehrheitsverhältnissen nichts änderten. Der Kongress tagte in der amerikanischen Bundeshauptstadt Washington, D.C. Die Vereinigten Staaten bestanden damals aus 48 Bundesstaaten. Die Sitzverteilung im Repräsentantenhaus basierte auf der Volkszählung von 1910.

## Wichtige Ereignisse
Siehe auch 1919, 1920 und 1921
- 4. März 1919: Beginn der Legislaturperiode des 66. Kongresses
- 30. April 1919: Beginn einer Reihe von Terroranschlägen in den USA (United States anarchist bombings).
- 2. Juni 1919: Ein Bombenanschlag gilt dem Haus von Justizminister Alexander Mitchell Palmer
- 19.–23. Juli 1919: Rassenunruhen in Washington DC
- 31. August 1919: Die Kommunistische Partei der Vereinigten Staaten wird gegründet.
- 9. September 1919: Polizeistreik in Boston
- 22. September 1919: Beginn des Streiks der Stahlarbeiter (endete am 8. Januar 1920)
- 2. Oktober 1919: Präsident Wilson erleidet einen schweren Schlaganfall und ist fortan teilweise gelähmt. Trotz seiner Behinderung bleibt er aber bis zum Ende seiner Amtszeit am 4. März 1921 im Amt. Der Präsident hatte sich erfolglos für einen Beitritt seines Landes zum Völkerbund eingesetzt.
- 1. November 1919: Die Kohlenbergleute treten in den Streik.
- 7. November 1919 und 2. Januar 1920: Es kommt zu den sogenannten Palmer Raids.
- 16. Januar 1920: Der 18. Zusatzartikel zur Verfassung der Vereinigten Staaten tritt in Kraft. Er verbietet den Handel mit alkoholischen Getränken und wird 1933 wegen praktischer Undurchführbarkeit wieder aufgehoben. Siehe auch 21. Verfassungszusatz
- 1. März 1920: Die United States Railroad Administration gibt den Eisenbahngesellschaften der USA, die während des Ersten Weltkriegs unter staatliche Verwaltung gestellt waren, die Kontrolle über ihre Unternehmen zurück.
- 19. März 1920: Der Senat lehnt die Ratifizierung des Versailler Vertrags ab.
- 18. August 1920: Der 19. Verfassungszusatz tritt in Kraft. Dabei geht es vor allem um das Frauenwahlrecht.
- 2. November 1920: Der Republikaner Warren G. Harding schlägt den Demokratischen Kandidaten James M. Cox bei den Präsidentschaftswahlen und wird am 4. März 1921 in sein neues Amt eingeführt.

## Die wichtigsten Gesetze
In den Sitzungsperioden des 66. Kongresses wurden unter anderem folgende Bundesgesetze verabschiedet (siehe auch: Gesetzgebungsverfahren):
- 30. Juni 1919: Navy Appropriations Act of 1919
- 30. Juni 1919: Hastings Amendment
- 11. Juli 1919: Anti-Lobbying Act of 1919
- 11. Juli 1919: Army Appropriations Act of 1919
- 19. Juli 1919: Sundry Civil Expenses Appropriations Act
- 18. Oktober 1919: National Prohibition Act (Volstead Act) siehe auch 18. Verfassungszusatz
- 22. Oktober 1919: Underground Water Act of 1919
- 29. Oktober 1919: National Motor Vehicle Theft Act
- 4. November 1919: Deficiency Act of 1919
- 6. November 1919: Indian Soldier Act of 1919
- 24. Dezember 1919: Edge Act of 1919
- 25. Februar 1920: Oil Leasing Act of 1920
- 25. Februar 1920: Mineral Leasing Act of 1920
- 25. Februar 1920: Pipeline Rights-of-Way Act
- 25. Februar 1920: Sale of Water For Miscellaneous Purposes Act
- 28. Februar 1920: Esch-Cummins Act
- 9. März 1920: Suits in Admiralty Act of 1920
- 15. März 1920: Military Surplus Act of 1920
- 30. März 1920: Death on the High Seas Act of 1920
- 13. April 1920: Phelan Act of 1920
- 1. Mai 1920: Fuller Act of 1920
- 10. Mai 1920: Deportation Act of 1920
- 18. Mai 1920: Kinkaid Act of 1920
- 20. Mai 1920: Sale of Surplus Improved Public Lands Act
- 22. Mai 1920: Civil Service Retirement Act of 1920
- 29. Mai 1920: Independent Treasury Act of 1920
- 2. Juni 1920: Industry Vocational Rehabilitation Act of 1920
- 2. Juni 1920: Civilian Vocational Rehabilitation Act of 1920
- 2. Juni 1920: National Park Criminal Jurisdiction Act
- 4. Juni 1920: National Defense Act of 1920
- 5. Juni 1920: Sills Act of 1920
- 5. Juni 1920: Merchant Marine Act of 1920 siehe auch Jones Act
- 5. Juni 1920: Women’s Bureau Act of 1920
- 5. Juni 1920: Ship Mortgage Act of 1920
- 5. Juni 1920: River and Harbors Act of 1920
- 5. Juni 1920: Federal Water Power Act of 1920
- 4. Januar 1921: War Finance Corporation Act of 1921
- 3. März 1921: Patent Act of 1921
- 3. März 1921: Federal Water Power Act Amendment

## Zusammensetzung nach Parteien

### Senat
- Demokratische Partei: 46
- Republikanische Partei: 49 (Mehrheit)
- Sonstige: 0
- Vakant: 1

Gesamt: 96

### Repräsentantenhaus
- Demokratische Partei: 192
- Republikanische Partei: 240 (Mehrheit)
- Sonstige: 2

Gesamt: 435 (über den Verbleib eines Mandats geben die Quellen keinen Aufschluss)
Außerdem gab es noch fünf nicht stimmberechtigte Kongressdelegierte.

## Amtsträger

### Senat
- Präsident des Senats: Thomas Riley Marshall (D)
- Präsident pro tempore: Albert B. Cummins (R)

#### Führung der Mehrheitspartei
- Mehrheitsführer: Henry Cabot Lodge (R)
- Mehrheitswhip: Charles Curtis (R)

#### Führung der Minderheitspartei
- Minderheitsführer: Oscar Underwood (D)
- Minderheitswhip: Peter G. Gerry (D)

### Repräsentantenhaus
- Sprecher des Repräsentantenhauses: Frederick H. Gillett (R)

#### Führung der Mehrheitspartei
- Mehrheitsführer: Franklin Wheeler Mondell (R)

#### Führung der Minderheitspartei
- Minderheitsführer: Champ Clark (D)

## Senatsmitglieder
Im 66. Kongress vertraten folgende Senatoren ihre jeweiligen Bundesstaaten:
| Alabama - 2. John H. Bankhead (D) bis zum 1. März 1920 - B. B. Comer (D) vom 5. März bis zum 2. November 1920 - James Thomas Heflin (D) ab dem 3. November 1920 - 3. Oscar Underwood (D) Arizona - 1. Henry F. Ashurst (D) - 3. Marcus A. Smith (D) Arkansas - 2. Joseph Taylor Robinson (D) - 3. William F. Kirby (D) Kalifornien - 1. Hiram Johnson (R) - 3. James D. Phelan (D) Colorado - 2. Lawrence C. Phipps (R) - 3. Charles Spalding Thomas (D) Connecticut - 1. George P. McLean (R) - 3. Frank B. Brandegee (R) Delaware - 1. Josiah O. Wolcott (D) - 2. L. Heisler Ball (R) Florida - 1. Park Trammell (D) - 3. Duncan U. Fletcher (D) Georgia - 2. William J. Harris (D) - 3. Michael Hoke Smith (D) Idaho - 2. William Borah (R) - 3. John F. Nugent (D) bis zum 14. Januar 1921 - Frank Gooding (R) ab dem 15. Januar 1921 Illinois - 2. Joseph Medill McCormick (R) - 3. Lawrence Yates Sherman (R) Indiana - 1. Harry S. New (R) - 3. James Eli Watson (R) Iowa - 2. William Squire Kenyon (R) - 3. Albert B. Cummins (R) Kansas - 2. Arthur Capper (R) - 3. Charles Curtis (R) Kentucky - 2. Augustus Owsley Stanley (D) ab dem 19. Mai 1919 - 3. J. C. W. Beckham (D) Louisiana - 2. Joseph E. Ransdell (D) - 3. Edward James Gay (D) Maine - 1. Frederick Hale (R) - 2. Bert M. Fernald (R) Maryland - 1. Joseph Irwin France (R) - 3. John Walter Smith (D) Massachusetts - 1. Henry Cabot Lodge (R) - 2. David I. Walsh (D) Michigan - 1. Charles E. Townsend (R) - 2. Truman Handy Newberry (R) Minnesota - 1. Frank Billings Kellogg (R) - 2. Knute Nelson (R) Mississippi - 1. John Sharp Williams (D) - 2. Pat Harrison (D) Missouri - 1. James A. Reed (D) - 3. Selden P. Spencer (R) Montana - 1. Henry L. Myers (D) - 2. Thomas J. Walsh (D) | Nebraska - 1. Gilbert Monell Hitchcock (D) - 2. George W. Norris (R) Nevada - 1. Key Pittman (D) - 3. Charles B. Henderson (D) New Hampshire - 2. Henry W. Keyes (R) - 3. George H. Moses (R) New Jersey - 1. Joseph Sherman Frelinghuysen (R) - 2. Walter Evans Edge (R) New Mexico - 1. Andrieus A. Jones (D) - 2. Albert B. Fall (R) New York - 1. William M. Calder (R) - 3. James W. Wadsworth Jr. (R) North Carolina - 2. Furnifold McLendel Simmons (D) - 3. Lee Slater Overman (D) North Dakota - 1. Porter J. McCumber (R) - 3. Asle Gronna (R) Ohio - 1. Atlee Pomerene (D) - 3. Warren G. Harding (R) bis zum 13. Januar 1921 - Frank B. Willis (R) ab dem 14. Januar 1921 Oklahoma - 2. Robert Latham Owen (D) - 3. Thomas Gore (D) Oregon - 2. Charles L. McNary (R) - 3. George Earle Chamberlain (D) Pennsylvania - 1. Philander C. Knox (R) - 3. Boies Penrose (R) Rhode Island - 1. Peter G. Gerry (D) - 2. LeBaron Bradford Colt (R) South Carolina - 2. Nathaniel B. Dial (D) - 3. Ellison D. Smith (D) South Dakota - 2. Thomas Sterling (R) - 3. Edwin S. Johnson (D) Tennessee - 1. Kenneth McKellar (D) - 2. John K. Shields (D) Texas - 1. Charles Allen Culberson (D) - 2. Morris Sheppard (D) Utah - 1. William H. King (D) - 3. Reed Smoot (R) Vermont - 1. Carroll Smalley Page (R) - 3. William P. Dillingham (R) Virginia - 1. Claude A. Swanson (D) - 2. Thomas S. Martin (D) bis zum 12. November 1919 - Carter Glass (D) ab dem 2. Februar 1920 Washington - 1. Miles Poindexter (R) - 3. Wesley Livsey Jones (R) West Virginia - 1. Howard Sutherland (R) - 2. Davis Elkins (R) Wisconsin - 1. Robert La Follette Sr. (R) - 3. Irvine Lenroot (R) Wyoming - 1. John B. Kendrick (D) - 2. Francis E. Warren (R) |

## Mitglieder des Repräsentantenhauses
Folgende Kongressabgeordnete vertraten im 66. Kongress die Interessen ihrer jeweiligen Bundesstaaten:
| Alabama 10 Wahlbezirke - 1. John McDuffie (D) - 2. Stanley Hubert Dent, Jr. (D) - 3. Henry B. Steagall (D) - 4. Fred L. Blackmon (D) bis zum 8. Februar 1921, danach blieb der Sitz vakant - 5. James Thomas Heflin (D) bis zum 1. November 1920 - William B. Bowling (D) ab dem 14. Dezember 1920 - 6. William Bacon Oliver (D) - 7. John Lawson Burnett (D) bis zum 13. Mai 1919 - Lilius Bratton Rainey (D) ab dem 30. September 1919 - 8. Edward B. Almon (D) - 9. George Huddleston (D) - 10. William B. Bankhead (D) Arizona Staatsweite Wahl - Carl Hayden (D) Arkansas 7 Wahlbezirke. - 1. Thaddeus H. Caraway (D) - 2. William Allan Oldfield (D) - 3. John N. Tillman (D) - 4. Otis Wingo (D) - 5. Henderson M. Jacoway (D) - 6. Samuel M. Taylor (D) - 7. William S. Goodwin (D) Kalifornien 11 Wahlbezirke. - 1. Clarence F. Lea (D) - 2. John E. Raker (D) - 3. Charles F. Curry (R) - 4. Julius Kahn (R) - 5. John I. Nolan (R) - 6. John A. Elston (R) - 7. Henry E. Barbour (R) - 8. Hugh S. Hersman (D) - 9. Charles Hiram Randall (Prohibitionist) - 10. Henry Z. Osborne (R) - 11. William Kettner (D) Colorado 4 Wahlbezirke - 1. William N. Vaile (R) - 2. Charles B. Timberlake (R) - 3. Guy U. Hardy (R) - 4. Edward T. Taylor (D) Connecticut 5 Wahlbezirke - 1. Augustine Lonergan (D) - 2. Richard P. Freeman (R) - 3. John Q. Tilson (R) - 4. Schuyler Merritt (R) - 5. James P. Glynn (R) Delaware Staatsweite Wahl - Caleb R. Layton (R) Florida 4 Wahlbezirke - 1. Herbert J. Drane (D) - 2. Frank Clark (D) - 3. John H. Smithwick (D) - 4. William J. Sears (D) Georgia 12 Wahlbezirke - 1. James W. Overstreet (D) - 2. Frank Park (D) - 3. Charles R. Crisp (D) - 4. William C. Wright (D) - 5. William D. Upshaw (D) - 6. James W. Wise (D) - 7. Gordon Lee (D) - 8. Charles Hillyer Brand (D) - 9. Thomas Montgomery Bell (D) - 10. Carl Vinson (D) - 11. William Chester Lankford (D) - 12. William Washington Larsen (D) Idaho Staatsweite Wahl - Burton L. French (R) - Addison T. Smith (R) Illinois 25 Wahlbezirke. Außerdem wurden zwei Abgeordnete staatsweit gewählt - 1. Martin B. Madden (R) - 2. James Robert Mann (R) - 3. William W. Wilson (R) - 4. John W. Rainey (D) - 5. Adolph J. Sabath (D) - 6. James McAndrews (D) - 7. Niels Juul (R) - 8. Thomas Gallagher (D) - 9. Frederick A. Britten (R) - 10. Carl R. Chindblom (R) - 11. Ira Clifton Copley (R) - 12. Charles Eugene Fuller (R) - 13. John C. McKenzie (R) - 14. William J. Graham (R) - 15. Edward John King (R) - 16. Clifford C. Ireland (R) - 17. Frank L. Smith (R) - 18. Joseph Gurney Cannon (R) - 19. William B. McKinley (R) - 20. Henry T. Rainey (D) - 21. Loren E. Wheeler (R) - 22. William A. Rodenberg (R) - 23. Edwin B. Brooks (R) - 24. Thomas Sutler Williams (R) - 25. Edward E. Denison (R) - 26. Richard Yates (R) staatsweit gewählt - 27. William E. Mason (R) staatsweit gewählt Indiana 13 Wahlbezirke - 1. Oscar R. Luhring (R) - 2. Oscar E. Bland (R) - 3. James W. Dunbar (R) - 4. John S. Benham (R) - 5. Everett Sanders (R) - 6. Richard N. Elliott (R) - 7. Merrill Moores (R) - 8. Albert Henry Vestal (R) - 9. Fred S. Purnell (R) - 10. William Robert Wood (R) - 11. Milton Kraus (R) - 12. Louis W. Fairfield (R) - 13. Andrew J. Hickey (R) Iowa 11 Wahlbezirke - 1. Charles A. Kennedy (R) - 2. Harry E. Hull (R) - 3. Burton E. Sweet (R) - 4. Gilbert N. Haugen (R) - 5. James William Good (R) - 6. C. William Ramseyer (R) - 7. Cassius C. Dowell (R) - 8. Horace Mann Towner (R) - 9. William R. Green (R) - 10. Lester J. Dickinson (R) - 11. William D. Boies (R) Kansas 8 Wahlbezirke. - 1. Daniel Anthony Jr. (R) - 2. Edward C. Little (R) - 3. Philip P. Campbell (R) - 4. Homer Hoch (R) - 5. James G. Strong (R) - 6. Hays B. White (R) - 7. Jasper N. Tincher (R) - 8. William Augustus Ayres (R) Kentucky 11 Wahlbezirke - 1. Alben W. Barkley (D) - 2. David Hayes Kincheloe (D) - 3. Robert Y. Thomas (D) - 4. Ben Johnson (D) - 5. Charles F. Ogden (R) - 6. Arthur B. Rouse (D) - 7. J. Campbell Cantrill (D) - 8. King Swope (R) ab dem 1. August 1919 - 9. William J. Fields (D) - 10. John W. Langley (R) - 11. John M. Robsion (R) Louisiana 8 Wahlbezirke - 1. Albert Estopinal (D) bis zum 28. April 1919 - James O’Connor (D) ab dem 5. Juni 1919 - 2. H. Garland Dupré (D) - 3. Whitmell P. Martin (P) - 4. John T. Watkins (D) - 5. Riley J. Wilson (D) - 6. Jared Y. Sanders (D) - 7. Ladislas Lazaro (D) - 8. James Benjamin Aswell (D) Maine 4 Wahlbezirke - 1. Louis B. Goodall (R) - 2. Wallace H. White (R) - 3. John A. Peters (R) - 4. Ira G. Hersey (R) Maryland 6 Wahlbezirke. - 1. William Noble Andrews (R) - 2. Carville Benson (D) - 3. Charles Pearce Coady (D) - 4. John Charles Linthicum (D) - 5. Sydney Emanuel Mudd II (R) - 6. Frederick Nicholas Zihlman (R) Massachusetts 16 Wahlbezirke - 1. Allen T. Treadway (R) - 2. Frederick H. Gillett (R) - 3. Calvin Paige (R) - 4. Samuel Winslow (R) - 5. John Jacob Rogers (R) - 6. Willfred W. Lufkin (R) - 7. Michael Francis Phelan (D) - 8. Frederick W. Dallinger (R) - 9. Alvan T. Fuller (R) bis zum 5. Januar 1921, danach blieb der Sitz vakant - 10. John F. Fitzgerald (D) bis zum 23. Oktober 1919 - Peter Francis Tague (D) ab dem 23. Oktober 1919 - 11. George H. Tinkham (R) - 12. James A. Gallivan (D) - 13. Robert Luce (R) - 14. Richard Olney (D) - 15. William S. Greene (R) - 16. Joseph Walsh (R) Michigan 13 Wahlbezirke - 1. Frank Ellsworth Doremus (D) - 2. Earl C. Michener (R) - 3. John M. C. Smith (R) - 4. Edward L. Hamilton (R) - 5. Carl E. Mapes (R) - 6. Patrick H. Kelley (R) - 7. Louis C. Cramton (R) - 8. Joseph W. Fordney (R) - 9. James C. McLaughlin (R) - 10. Gilbert A. Currie (R) - 11. Frank D. Scott (R) - 12. W. Frank James (R) - 13. Charles Archibald Nichols (R) bis zum 25. April 1920 - Clarence J. McLeod (R) ab dem 2. November 1920 Minnesota 10. Wahlbezirke - 1. Sydney Anderson (R) - 2. Franklin Ellsworth (R) - 3. Charles Russell Davis (R) - 4. Carl Van Dyke (D) bis zum 20. Mai 1919 - Oscar Keller (R) ab dem 1. Juli 1919 - 5. Walter Newton (R) - 6. Harold Knutson (R) - 7. Andrew Volstead (R) - 8. William Leighton Carss (Farmer-Labor Party) - 9. Halvor Steenerson (R) - 10. Thomas David Schall (R) Mississippi 8 Wahlbezirke - 1. Ezekiel S. Candler (D) - 2. Hubert D. Stephens (D) - 3. Benjamin G. Humphreys II (D) - 4. Thomas U. Sisson (D) - 5. William W. Venable (D) - 6. Paul B. Johnson Sr. (D) - 7. Percy Quin (D) - 8. James William Collier (D) Missouri 16 Wahlbezirke - 1. Milton A. Romjue (D) - 2. William W. Rucker (D) - 3. Joshua W. Alexander (D) bis zum 15. Dezember 1919 - Jacob L. Milligan (D) ab dem 14. Februar 1920 - 4. Charles F. Booher (D) bis zum 21. Januar 1921, danach blieb der Sitz vakant - 5. William Thomas Bland (D) - 6. Clement C. Dickinson (D) - 7. Samuel C. Major (D) - 8. William L. Nelson (D) - 9. Champ Clark (D) bis zum 2. März 1921, danach blieb der Sitz vakant - 10. Cleveland A. Newton (R) - 11. William L. Igoe (D) - 12. Leonidas C. Dyer (R) - 13. Marion E. Rhodes (R) - 14. Edward D. Hays (R) - 15. Isaac V. McPherson (R) - 16. Thomas L. Rubey (D) Montana 2 Wahlbezirke - 1. John M. Evans (D) - 2. Carl W. Riddick (R) Nebraska 6 Wahlbezirke - 1. C. Frank Reavis (R) - 2. Albert W. Jefferis (R) - 3. Robert E. Evans (R) - 4. Melvin O. McLaughlin (R) - 5. William E. Andrews (R) - 6. Moses P. Kinkaid (R) Nevada Staatsweite Wahl - Charles R. Evans (D) New Hampshire 2 Wahlbezirke - 1. Sherman Everett Burroughs (R) - 2. Edward Hills Wason (R) | New Jersey 12 Wahlbezirke - 1. William J. Browning (R) bis zum 24. März 1920 - Francis F. Patterson (R) ab dem 2. November 1920 - 2. Isaac Bacharach (R) - 3. Thomas J. Scully (D) - 4. Elijah C. Hutchinson (R) - 5. Ernest R. Ackerman (R) - 6. John R. Ramsey (R) - 7. Amos H. Radcliffe (R) - 8. Cornelius Augustine McGlennon (D) - 9. Daniel F. Minahan (D) - 10. Frederick R. Lehlbach (R) - 11. John J. Eagan (D) - 12. James A. Hamill (D) New Mexico Staatsweite Wahl - Benigno C. Hernández (R) New York 43 Wahlbezirke - 1. Frederick C. Hicks (R) - 2. C. Pope Caldwell (D) - 3. John MacCrate (R) bis zum 30. Dezember 1920 - 4. Thomas H. Cullen (D) - 5. John B. Johnston (D) - 6. Frederick W. Rowe (R) - 7. James P. Maher (D) - 8. William E. Cleary (D) - 9. David J. O’Connell (D) - 10. Reuben L. Haskell (R) bis zum 31. Dezember 1919 - Lester D. Volk (R) ab dem 2. November 1920 - 11. Daniel J. Riordan (D) - 12. Henry M. Goldfogle (D) - 13. Christopher D. Sullivan (D) - 14. Fiorello LaGuardia (R) bis zum 31. Dezember 1919 - Nathan David Perlman (R) ab dem 2. November 1920 - 15. Peter J. Dooling (D) - 16. Thomas Francis Smith (D) - 17. Herbert Pell (D) - 18. John F. Carew (D) - 19. Joseph Rowan (D) - 20. Isaac Siegel (R) - 21. Jerome F. Donovan (D) - 22. Anthony J. Griffin (D) - 23. Richard F. McKiniry (D) - 24. James V. Ganly (D) - 25. James W. Husted (R) - 26. Edmund Platt (R) bis zum 7. Juni 1920 - Hamilton Fish III (R) ab dem 2. November 1920 - 27. Charles B. Ward (R) - 28. Rollin B. Sanford (R) - 29. James S. Parker (R) - 30. Frank Crowther (R) - 31. Bertrand Snell (R) - 32. Luther W. Mott (R) - 33. Homer P. Snyder (R) - 34. William Hill (R) - 35. Walter W. Magee (R) - 36. Norman J. Gould (R) - 37. Alanson B. Houghton (R) - 38. Thomas B. Dunn (R) - 39. Archie D. Sanders (R) - 40. S. Wallace Dempsey (R) - 41. Clarence MacGregor (R) - 42. James M. Mead (D) - 43. Daniel A. Reed (R) North Carolina 10 Wahlbezirke - 1. John Humphrey Small (D) - 2. Claude Kitchin (D) - 3. Samuel M. Brinson (D) - 4. Edward W. Pou (D) - 5. Charles Manly Stedman (D) - 6. Hannibal Lafayette Godwin (D) - 7. Leonidas D. Robinson (D) - 8. Robert L. Doughton (D) - 9. Edwin Y. Webb (D) bis zum 10. November 1919 - Clyde R. Hoey (D) ab dem 16. Dezember 1919 - 10. Zebulon Weaver (D) North Dakota 3 Wahlbezirke - 1. John Miller Baer (R) - 2. George M. Young (R) - 3. James H. Sinclair (R) Ohio 22 Wahlbezirke - 1. Nicholas Longworth (R) - 2. Ambrose E. B. Stephens (R) - 3. Warren Gard (D) - 4. Benjamin F. Welty (D) - 5. Charles J. Thompson (R) - 6. Charles Cyrus Kearns (R) - 7. Simeon D. Fess (R) - 8. R. Clint Cole (R) - 9. Isaac R. Sherwood (D) - 10. Israel M. Foster (R) - 11. Edwin D. Ricketts (R) - 12. Clement L. Brumbaugh (D) - 13. James T. Begg (R) - 14. Martin Davey (D) - 15. C. Ellis Moore (R) - 16. Roscoe C. McCulloch (R) - 17. William A. Ashbrook (D) - 18. B. Frank Murphy (R) - 19. John G. Cooper (R) - 20. Charles A. Mooney (D) - 21. John J. Babka (D) - 22. Henry I. Emerson (R) Oklahoma 8 Wahlbezirke - 1. Everette B. Howard (D) - 2. William W. Hastings (D) - 3. Charles D. Carter (D) - 4. Thomas D. McKeown (D) - 5. Joseph Bryan Thompson (D) bis zum 18. September 1919 - John W. Harreld (R) ab dem 8. November 1919 - 6. Scott Ferris (D) - 7. James V. McClintic (D) - 8. Dick Thompson Morgan (R) bis zum 4. Juli 1920 - Charles Swindall (R) ab dem 2. November 1920 Oregon 3 Wahlbezirke - 1. Willis C. Hawley (R) - 2. Nicholas J. Sinnott (R) - 3. Clifton N. McArthur (R) Pennsylvania 32 Wahlbezirke. Außerdem wurden vier Abgeordnete staatsweit gewählt - 1. William Scott Vare (R) - 2. George Scott Graham (R) - 3. J. Hampton Moore (R) bis zum 4. Januar 1920 - Harry C. Ransley (R) ab dem 2. November 1920 - 4. George W. Edmonds (R) - 5. Peter E. Costello (R) - 6. George P. Darrow (R) - 7. Thomas S. Butler (R) - 8. Henry Winfield Watson (R) - 9. William Walton Griest (R) - 10. Patrick McLane (D) bis zum 25. Februar 1921 - John R. Farr (R) ab dem 25. Februar 1921 - 11. John J. Casey (D) - 12. John Reber (R) - 13. Arthur Granville Dewalt (D) - 14. Louis Thomas McFadden (R) - 15. Edgar Raymond Kiess (R) - 16. John Vandling Lesher (D) - 17. Benjamin K. Focht (R) - 18. Aaron Shenk Kreider (R) - 19. John Marshall Rose (R) - 20. Edward Schroeder Brooks (R) - 21. Evan John Jones (R) - 22. John Haden Wilson (D) - 23. Samuel Austin Kendall (R) - 24. Henry Wilson Temple (R) - 25. Milton William Shreve (R) - 26. Henry Joseph Steele (D) - 27. Nathan Leroy Strong (R) - 28. Willis James Hulings (R) - 29. Stephen Geyer Porter (R) - 30. Melville Clyde Kelly (R) - 31. John M. Morin (R) - 32. Guy Edgar Campbell (D) - 33. Thomas S. Crago (R) staatsweit gewählt - 34. William J. Burke (R) staatsweit gewählt - 35. Anderson Howell Walters (R) staatsweit gewählt - 36. Mahlon Morris Garland (R) staatsweit gewählt bis zum 19. Nov. 1920, danach Vakanz Rhode Island 3 Wahlbezirke - 1. Clark Burdick (R) - 2. Walter Russell Stiness (R) - 3. Ambrose Kennedy (R) South Carolina 7 Wahlbezirke. - 1. Richard S. Whaley (D) - 2. James F. Byrnes (D) - 3. Frederick H. Dominick (D) - 4. Samuel J. Nicholls (D) - 5. William F. Stevenson (D) - 6. J. Willard Ragsdale (D) bis zum 23. Juli 1919 - Philip H. Stoll (D) ab dem 7. Oktober 1919 - 7. Asbury Francis Lever (D) bis zum 1. August 1919 - Edward C. Mann (D) ab dem 7. Oktober 1919 South Dakota 3 Wahlbezirke - 1. Charles A. Christopherson (R) - 2. Royal C. Johnson (R) - 3. Harry Gandy (D) Tennessee 10 Wahlbezirke - 1. Sam R. Sells (R) - 2. J. Will Taylor (R) - 3. John A. Moon (D) - 4. Cordell Hull (D) - 5. Ewin L. Davis (D) - 6. Joseph W. Byrns (D) - 7. Lemuel P. Padgett (D) - 8. Thetus W. Sims (D) - 9. Finis J. Garrett (D) - 10. Hubert Fisher (D) Texas 18 Wahlbezirke - 1. Eugene Black (D) - 2. John C. Box (D) - 3. James Young (D) - 4. Sam Rayburn (D) - 5. Hatton W. Sumners (D) - 6. Rufus Hardy (D) - 7. Clay Stone Briggs (D) - 8. Joe H. Eagle (D) - 9. Joseph J. Mansfield (D) - 10. James P. Buchanan (D) - 11. Tom Connally (D) - 12. Fritz G. Lanham (D) ab dem 19. April 1919 - 13. Lucian W. Parrish (D) - 14. Carlos Bee (D) - 15. John Nance Garner (D) - 16. Claude Benton Hudspeth (D) - 17. Thomas L. Blanton (D) - 18. John Marvin Jones (D) Utah 2 Wahlbezirke - 1. Milton H. Welling (D) - 2. James Henry Mays (D) Vermont 2 Wahlbezirke - 1. Frank L. Greene (R) - 2. Porter H. Dale (R) Virginia 10 Wahlbezirke - 1. S. Otis Bland (D) - 2. Edward Everett Holland (D) - 3. Andrew Jackson Montague (D) - 4. Walter Allen Watson (D) bis zum 24. Dezember 1919 - Patrick H. Drewry (D) ab dem 27. April 1920 - 5. Edward W. Saunders (D) bis zum 29. Februar 1920 - Rorer A. James (D) ab dem 1. Juni 1920 - 6. James P. Woods (D) - 7. Thomas W. Harrison (D) - 8. R. Walton Moore (D) ab dem 27. April 1919 - 9. C. Bascom Slemp (R) - 10. Henry D. Flood (D) Washington 5 Wahlbezirke - 1. John Franklin Miller (R) - 2. Lindley H. Hadley (R) - 3. Albert Johnson (R) - 4. John W. Summers (R) - 5. J. Stanley Webster (R) West Virginia 6 Wahlbezirke - 1. Matthew M. Neely (D) - 2. George M. Bowers (R) - 3. Stuart F. Reed (R) - 4. Harry C. Woodyard (R) - 5. Wells Goodykoontz (R) - 6. Leonard S. Echols (R) Wisconsin 11 Wahlbezirke - 1. Clifford E. Randall (R) - 2. Edward Voigt (R) - 3. James G. Monahan (R) - 4. John C. Kleczka (R) - 5. Victor L. Berger (Sozialist) Der Kongress verweigerte ihm zwischenzeitlich seinen Sitz - 6. Florian Lampert (R) - 7. John J. Esch (R) - 8. Edward E. Browne (R) - 9. David G. Classon (R) - 10. James A. Frear (R) - 11. Adolphus Peter Nelson (R) Wyoming Staatsweite Wahlen - Franklin Wheeler Mondell (R) |

Nicht stimmberechtigte Mitglieder im Repräsentantenhaus:
- Alaska-Territorium:
- Charles August Sulzer (D) bis zum 28. April 1919
  - George Barnes Grigsby (D) vom 3. Juni 1920 bis zum 1. März 1921
    - James Wickersham (R) ab dem 1. März 1921
- Hawaii-Territorium:
- Jonah Kūhiō Kalanianaʻole (R)
- Philippinen: 
  - 1. Jaime C. de Veyra
  - 2. Teodoro R. Yangco bis zum 3. März 1920
  - Isauro Gabaldon ab dem 4. März 1920
- Puerto Rico:
- Félix Córdova Dávila